# 白石かんな
白石 かんな（しらいし かんな、1999年9月30日 - ）は、日本のAV女優。マインズ所属。

## 略歴
2020年1月にAVデビュー。
2020年6月、有村のぞみ・音羽ねいろ・葉月桃・岬あずさと共にメンズサイゾーのイメージガールに選ばれる。
2020年9月、同じ所属事務所の本田さとみとYouTubeチャンネル「さとかんチャンネル」を開設。
アイドルグループ・POMÜM（ポムム）が2021年8月31日に『りーぷひゅぴしゅ！』『melt melt』の2曲でデビュー（メンバーは真白ひな、白浜さや、泉水れい、雨乃ひかり、初音愛、白石かんな、桃香りり）。同日には東京・新宿LOFTにてデビューライブを開催。白石は同年中に卒業している。
2023年11月公開の映画『復讐は囁きにのせて』（監督：堂ノ本敬太）で映画初出演、初主演。
2025年8月、NAXに事務所を移籍し、白姫（しらき）かんなに改名。

## 人物
- 趣味はカフェ巡り、特技はフルート・フランス語[8]。
- 初体験は16歳の時で、経験人数は3人[8]。
- AVはほとんど見たことがなく、AVの仕事を始める前に初めて見て興味が出てAV女優になった[8]。

## 出演作品

### アダルトDVD
- 18歳と7ヶ月。 AVデビュー 18歳限定初撮りドキュメント 15（1月24日、プレステージ）
- 「私、先生のことが好き…」制服美少女と担任教師が肉欲剥き出し秘密の中出し性交（6月7日、BeFree）
- SOD女子社員 ファン大感謝祭 新入社員バスツアー! 抜きすぎ注意!?射精回数合計100発で皆さま大満足SP! フレッシュで可愛い12名全員のSEXを収録した4時間ず〜っとシコシコOK号（6月11日、SODクリエイト）※「児島瑠衣」名義
- パンティフェチ愛好会（6月11日、フェチ眼）※「かんな」名義
- 神パンスト 制服ロリ美少女の美脚を包んだ生ナマしいパンストを完全着衣でムレた足裏からつま先を味わい尽くす!時には顔騎や足コキ、時には中出し、時にはお尻にコスってぶっかけとやりたい放題!発情させられた女の変態調教絶頂プレイを楽しむフェチAV（6月25日、親父の個撮）
- 法事で7年ぶりに再会した同級生たちに酔わされ輪姦された金髪喪服ギャル（7月9日、SODクリエイト）※「かんな」名義
- くるくる乱交即ナンパ! 凄腕コンビナンパ師K&Nのターゲットはピチピチ女子大生! それぞれ1発ハメた後に人生初めての乱交SEXPARTY!（7月10日、S級素人）
- 両親が不在中の3日間、あまりに暇すぎてませた童顔姉妹ふたりと寝ても覚めてもセックスに没頭した春休みの思い出 松本いちか 白石かんな（7月25日、kawaii*）
- 姉妹調教 新しいお父さんは、毎日私たちを辱めてくるんです…。白石かんな 久留木玲（8月7日、アタッカーズ）
- 飯場の性処理女子学生 白石かんな（8月13日、オーロラプロジェクト・アネックス）
- チャレンジ! タイマー電マ（9月1日、ライトハウス）
- なりきりシロウトコスプレ File01 えちえちな衣装の素人と濃厚ハメ撮り（9月11日、S級素人）
- 服飾学校に通うオシャレ女子 彼氏とでは味わえないすんごい激しいSEXでドスケベになっちゃいました（9月25日、あんず）※「かんな」名義
- 金沢で見つけた美人学生が真正ナマ中出しAVデビュー（9月25日、豊彦）※「若竹はづき」名義
- うん、やっぱり今日、あいつに好きって言おう。 幼馴染の恋（10月2日、ドリームチケット）
- マジックミラー号ハードボイルド 1秒に19回の激ピスマシンバイブで人生初のポルチオイキを体験して潮を吹きまくった彼女さんはデート中の彼氏を裏切ってデカマラを自分から挿入してしまうのか!? 5（10月8日、サディスティックヴィレッジ）
- 完全顔出しガチナンパ! 地方から上京してきた10代美少女にとっても恥ずかしい素股体験してもらいました!! 甘酸っぱいお汁溢れるおま●こにそのままヌルっと挿入! イってもイってもやめないエンドレス追撃ピストンでピチピチワレメが真っ赤に腫れあがるまで連続生中出し! 2（10月9日、赤面女子）
- 120%リアルガチ軟派伝説 vol.89 in 郡山（10月16日、プレステージ）
- カワイイ女子○生とエッチするために僕は教師になったんだ! 6 愛くるしい顔とピチピチスベスベで水も弾く肌に発育中の微乳やまだまだ発育中の巨乳のおっぱいに、ムチムチパツパツ揉みごたえ十分に成長したお尻を持つイマドキ女子○生とイチャイチャラブラブできるのは変態教師の僕の特権であり権利です!（10月22日、SWITCH）
- 羞恥! 青少年男女混合 全裸体力測定2020（10月22日、サディスティックヴィレッジ）
- 彼女の美人お姉さんのハミ尻デカ尻誘惑が反則すぎる。七瀬アリス（11月13日、アイデアポケット）※主演は七瀬アリス。白石は彼女（妹）役で出演。
- 18歳 完全主観 いいなりヤリ放題スイートルーム 新宿コンカフェ店員かんなちゃんFカップ Vol.001（11月13日、S級素人）※「かんな」名義
- 羞恥 男女が体の違いを全裸になって学習する質の高い授業を実践する共学高校の保健体育 5（12月10日、サディスティックヴィレッジ）
- 本物全裸素人 局部パーツ接写 全裸エア体位編 Part2（12月11日、S級素人）
- 美脚ルーズソックスGAL制服美少女 Vol.001（12月11日、BAZOOKA）
- 彼女の巨乳妹がカップル旅行に無理やり付いてきて浴衣越しの湯上りIカップでこっそり僕を誘惑し続けた2日間 凪沙ゆきの（12月31日、E-BODY）※主演は凪沙ゆきの。白石は彼女（姉）役で出演。

- 巨乳全開で猛アピールしてくる僕の彼女の天真爛漫お姉さん 梓ヒカリ（1月13日、アイデアポケット）※主演は梓ヒカリ。白石は彼女（妹）役で出演。
- 終電を逃した酔っ払った同僚とホテルで相部屋に… あまりの無防備な姿に我慢出来なくなって… Vol.005（1月15日、S級素人）
- 共学校で行われた男女混合アナル健康診断 2021 春（2月11日、サディスティックヴィレッジ）
- 【完全主観】即尺即ハメ! 孕ませOK! 妊娠ご奉仕メイド 白石かんな（3月5日、ONE MORE）
- 勃起したチ○ポを見せつけられ、興奮してSEXまでしちゃった素人娘。 vol.3（4月1日、OFFICE K’S）
- 青春足責め学園 蒸れた酸っぱい思春期の香りがする足で、気絶するほど責められました… 佐藤りこ 乙花イブ 水沢つぐみ 白石かんな 希望光 三葉優花 大川月乃（4月7日、犬/妄想族）
- 女子○生の義妹は僕を男とみてないのか無防備なので我慢できずにハメてしまった… 2（4月9日、Z-MEN）
- 「私も一緒に泊まりたい!」 学校がイヤになって自分の部屋でソロキャンプ。ボクを心配して来た幼馴染と狭いテントの中で2人きり密着添い寝!!（4月19日、Hunter）
- 奥さん、一緒に飲みませんか? 人妻にお酒とザーメン飲ませてみました @新宿 地方の人妻限定 巨大バスターミナル前で訳アリ人妻をナンパしてみた 10（4月24日、ビッグモーカル）
- 白濁愛液ベットリ!! 素人娘が初めての黒ディルドオナニー 3（5月1日、OFFICE K’S）
- 媚薬入り睡眠薬で昏睡状態の美少女たちに夜這い中出し!! 8人8中出しVol.2（5月7日、親父の個撮）
- 男はボク1人の学校の大掃除はパンチラ天国! 見渡せば視界に広がる無数のパンチラに大興奮! 去年まで女子校だった学校に編入したら男はボク1人!（5月7日、Hunter）
- 幼馴染と2人きりの王様ゲーム! ずっと好きだったけど小さい頃から一緒にいるから好きだとお互い言い出せない微妙な関係。でも、幼馴染が突然言い出した「王様ゲーム」のせいで2人の距離は急転直下の事態に! ただの「ゲーム」と言い訳しつつも、お互いが出すエッチな命令にもう2人は止められない!（5月19日、Hunter）
- 田舎者でウブなソソる女子社員だと思って付き合い始めたら…トンデモないスケベ女だった!! 何時でも何処でも俺のチ○ポを喉奥まで咥えこんでオ○ンコしたいとおねだりしてくるので困ってしまいます。（5月20日、SOSORU×GARCON）
- キス魔女子社員とベロキス社内ファック 経費節約のため、今年入った新卒女子社員歓迎会を社内で開いた!! 大人しくてソソる女の子だったから酔ったところにセクハラでもしてやろうかと飲ませていると… なんと酒癖の悪いキス魔女子だった! 絡みつくように男性社員にベロキス!（6月10日、SOSORU×GARCON）
- 歪んだ愛情から常に妹を監視し続けていた引きこもりの兄、数年ぶりに妹の前に現れて…（6月19日、Hunter）
- かわいい女の子2人 レズキス涎まみれのWレズ解禁 白桃はな 白石かんな（7月7日、ビビアン）
- 臭恥ヒロイン 聖天戦隊アンジェレンジャー 白石かんな（7月9日、GIGA）
- 彼女と間違えて妹の方と即ハメ生ピストン! 気づいたのは膣中出しの最中だった!! 5（7月13日、Z-MEN）
- 終電を逃した親友の彼女を家に泊めて朝まで何度もハメまくり! しかし朝迎えに来た彼氏から隠れ一緒に帰らない彼女…「昨日のことは忘れて…」と1人で帰ろうとするが無かったことにしたくないボクは彼女を再度押し倒す! 昨晩も求め合ったボクらの相性は抜群。「もうダメだよ…」と嫌がる彼女もついには快楽堕ちでボクのチ○ポを求めてくる! 彼氏と別れるとまで言う結末に。（8月7日、Hunter）
- 美少女仮面オーロラ ～恐怖! ぬいぐるみの凶悪無残な本性!～ 白石かんな（8月13日、GIGA）
- 夫婦で挑戦! 君島みおの凄テクで夫が2回イカされたら妻が寝取られナマ中出しSEX!（8月13日、はじめ企画）※「かんな（22歳）」名義で出演。
- イケメンAV男優の凄テク我慢できたら100万円! イったら即ハメ高速ピストンで容赦なく生中出し! 街中の女子大生が初体験の超快感にエビ反り悶絶!（8月27日、赤面女子）
- 「勉強がんばるからエッチなこと教えて欲しいです…」 真面目な女子○生が家庭教師のボクにエッチなお願い! 勉強とエッチの両方を教えることになったボクは、だんだん理性を失っていき…（9月14日、Hunter）
- だれとでも定額挿れ放題! 4 月々定額料金さえ支払えば、校内の女子生徒や女教師でも誰でも挿れ放題!（9月14日、Hunter）
- J○姪っ子の弱味を握った日 妹編 実写版 くそ生意気な姪っ子姉妹を脅して姉妹どんぶりしてやった。 新田みれい 白石かんな（9月21日、無垢）
- 素人ヘアヌード大図鑑～十代の無毛な制服美少女編（9月28日、S級素人）
- 性支配を受け入れる無抵抗な美少女たち（9月28日、ホームルーム/妄想族）
- 『もしかしてもうイキたいの?』『まだダメだよ我慢して! でも激しく突いて』童貞のボクに小悪魔ヤリマン義妹がカニばさみロックしながら悪魔の囁き!（10月12日、Hunter）
- 先輩のいいなりセフレ ～身も心も全て捧げた、私の好きな人～ 白石かんな（11月9日、BALTAN）
- あの日からずっと…。 緊縛調教中出しされる制服美少女 白石かんな（12月21日、無垢）
- 完全主観でニヤニヤしながら息子を可愛がってくれる 制服美少女の癒しのご奉仕おち●ぽ洗い 全編撮卸10人220分（12月21日、無垢）

- リアルパパ活女子【ほんわか女子大生のウラのイキ顔】かんなちゃん 20才女子大生 白石かんな（2月26日、Shark）
- 「子供扱いするならエッチなこと教えてもらおっかな～!w」メスガキ従妹2人のトロける様なお口とマ○コに挟まれて言いなり中出し!（3月22日、Hunter）
- 全裸聖水飲ませ ～色んなシチュエーション女子のお小水編～（4月12日、犬/妄想族）
- 美少女戦士セーラーエルメス VS 美少女仮面フォンテーヌ 美少女ヒロイン対決! 本郷まや 白石かんな（4月22日、GIGA）
- 強靭なる精神の屈辱崩壊 真・女スパイ拷問 STAGE_07 残酷すぎる女体敏感地獄に悶え狂う!! 精鋭集団の美少女は涙と共に痙攣する 白石かんな（4月26日、Baby Entertainment）
- 噂のデカチン整体師のフル勃起チ○ポに発情する性欲旺盛スポーツ少女たち。（5月10日、Hunter）
- お嬢様女子○生寮で軟禁されてるボクは性欲旺盛お嬢様たちに拒否権無しでヤラれまくり! 入れ代わり立ち代わり数珠繋ぎ状態で朝から晩まで中出しさせられまくり!（5月10日、Hunter）
- W病みカワ地雷系美少女 冴えない童貞オヤジを筆おろし。 横宮七海 白石かんな（5月17日、無垢）
- 「先生のデカチンが忘れられない」呼べばすぐ来る都合の良い肉オナホ女子生徒 Kちゃん 出席番号01（5月17日、ゾクゾク娘/妄想族）
- 孕ませ懇願! イクイク早漏敏感妹と排卵日子作り物語 Special Vol.001（6月14日、BAZOOKA）
- 【緊急生配信】輪姦ハメ撮り孕ませライブ配信!（6月14日、Hunter）
- 今からパパ活? 放課後の教室でミニスカ×ルーズソックス × Tバックに着替えるいつも真面目な委員長はまさかの隠れビッチ女子だった!「ウソだろ?」と思ったその矢先、のぞきがバレて執拗な口止め!（6月14日、Hunter）
- 即金バイト!「どれだけイケるか? 女性のオーガズム調査」はじめての拘束快楽責めで淫らに改造された素人娘たち（6月23日、DANDY）
- 吸引力に耐えられない! 激失禁! 初めてのウーマナイザー（7月7日、RADIX）
- 地雷系女子 メンヘラ接吻（7月7日、RADIX）
- 絶頂輪廻の高層椅子 2  暴れても逃げられない! 深き淫唇の奥から狙う昇天悪魔（7月12日、Baby Entertainment）
- 顔出しMM号 女子○校生限定 ザ・マジックミラー 素人女子○校生が初めての公開おもらし! おしっこ我慢チャレンジ中のイタズラに耐えきれず漏らしてしまったびちょ濡れオマ○コに大人のデカチン激ピストン!! 全員生中出し!（7月19日、DEEP'S）
- 女子に囲まれて男はボクひとり!?の王様ゲーム!! 気が付けば妹のクラスメイトに全裸にされてしまったボクは… 4 百瀬あすか 天然美月 白石かんな 宝川莉子 星名咲良（7月21日、アイエナジー）
- ボクを狂わす女子交生 J○なまハメジャンクション。part4（7月22日、赤面女子）
- 童貞君と人生初の王様ゲームしてみませんか? 仲良し4人組の素人女子大生が挑戦! どんどん過激になるエッチな命令に赤面発情したオマ○コを童貞チ○ポが独り占め! ハメまくりで中出し放題! ハーレム筆おろし大乱交スペシャル!!（8月12日、赤面女子）
- 滑り込み初体験!『学校を卒業するまでには処女を捨てたい』『童貞を卒業したい』と思う幼馴染同士のウィンウィンSEX! 卒業まであとわずか。ヤバい…どうしよう! 処女のままだ! 童貞のままだ! 大学デビューとかダサいし、何とか卒業までに初体験済ませたい! でもSEXする相手はいないし、マッチングアプリとか怖いし、風俗行くお金もない、うーん…誰かエッチさせてくれないかなぁ。「あっ! 1人、いるかも!!」ボクと幼馴染みはお互いにヤラせてくれるかもしれないと思い、それぞれの家を訪ねてみると…。（8月23日、Hunter）
- ミニスカJ○痴漢 4  短いスカートをめくってバックから犯りまくれ!（9月8日、ナチュラルハイ）
- お尻の柔らかい感触をじっくりとチ○ポで味わう「お尻コキ」（10月1日、OFFICE K’S）
- 本気の白濁マン汁を垂れ流してイキまくる!! 素人娘のおま○こズボズボ指オナニー 5（10月1日、OFFICE K’S）
- 大乱交8P合コン 仲良し4人組JD ヤリマン陽キャビッチ アフターピル1錠目（10月6日、素人39）
- ゲッチュウ! マッチングアプリで激カワ東京女子とガチ生ハメ撮り（10月14日、ホットエンターテイメント）
- 素人娘の本当に上手いフェラチオ3 SNSで知り合った令和素人娘10人180分（10月18日、かぐや姫Pt/妄想族）
- 超至近距離でパンチラお触りしながらチ○ポしごかれて暴発!!（10月25日、アロマ企画）
- 「待ってダメ… 挿っちゃうよ! 擦りつけるだけで我慢して!」水泳部の美人エースと部室で2人きり競泳水着素股!（10月25日、Hunter）
- フルバックパンティのつきだし着衣尻にチ○ポを擦りつけ射精をする悦び（11月1日、アロマ企画）
- 接写アングルでパンティを愉しむパンティ越しクンニ（11月8日、アロマ企画）
- 親友みたいな仲良し母娘ナンパ ビキビキにいきり立ったチ〇ポを見せつけ欲望に負けた母親とそれを見て興奮してしまった娘の親子丼 2（11月11日、ホットエンターテイメント）
- J○2人組W指マン痴漢 2  友達の近くで愛液が滴るほど感じてしまう汁垂らし娘たち（11月23日、ナチュラルハイ）
- フェラ! 手コキ! パイズリ!! マッチングアプリで見つけた令和素人娘の超絶テクニック 10人（12月20日、かぐや姫Pt/妄想族）
- 【G1】Jメン22 女捜査官絶体絶命 白石かんな 神納花 大迫直子（12月23日、GIGA）

- 中出し寸前に抵抗して抜けたチ○ポを何度もぶち込まれイキ狂いだす女の腰を押さえつけ逃がさない鷲掴み膣奥射精 3（1月12日、ナチュラルハイ）
- 美女聖水飲ませ ～完全主観Ver～（1月24日、犬/妄想族）

- 【SP特典版】おいでよ！ 日本女子○生博覧会-ジョシ博！！- 6種＋1のパビリオン・ブースを開設！ 乳比べ！キス比べ！ハメ比べ！で女子○生の生態を徹底究明！（9月12日、SODクリエイト）

### VR
- SOD女子社員ファン大感謝祭 新入社員バスツアー 10名ウブま○こに連続挿入で大満足SP フレッシュで可愛い10名全員と4時間ぶっ通し大射精祭り!!（2020年6月18日、SODクリエイト）※「児島瑠衣」名義
- 白石かんなとエッチできる世界線に引き摺り込む没入感がチートすぎる変幻自在メロメロ4変化（2023年1月13日、kawaii*）

### ネット配信
2020年
- 【初撮り】【18歳への処世術】【初々しい裸体】セックス覚えたての18歳の大学1年生。海外を夢見る彼女は大人のセックスを知り… 応募素人、初AV撮影 119（1月2日、シロウトTV）※「かんな」名義
- 【個人撮影】みさき/20歳/動物専門学生/野外フェラ!/お泊まりデート/どエロカップル/美乳/エロ尻/おもちゃ責め/3発射/SEX/口内射精/激かわイマドキ美少女!（1月13日、なまなま.net）※「みさき」名義
- W特典付き【電車痴漢】★顔出し制服JK★奇跡的な透明感の美少女と思いきや変態JKだと判明★卒業式直後に自ら望んで生挿入（3月13日、ゆず故障）
- 個撮)#ノーカット撮影#高●生みたいなフェラ。未発達のエチ度!これが擦れてないリアルな一般人フェラ。二十歳のうぶっ娘かんなちゃんノーハンドフェラ動画（7月26日、アントニオ斎藤）※「かんな」名義
- 個撮)#天然のエロさ#好きですウブっ娘。二十歳の巨乳美少女かんなちゃん。擦れてないSEXと本気のアクメが超エロいオススメ度200%ハメ撮り!（8月4日、アントニオ斎藤）※「かんな」名義
- かんな（8月5日、SODナンパ素人）※「かんな」名義
- かんにゃ（8月15日、MOON FORCE）※「かんにゃ」名義
- 個撮)#ノーカット撮影#リアルオナニー。重量感たっぷりDカップ美乳がガチエロいウブ娘かんなちゃんのリアルオナニー&ノーハンドフェラからのパイズリ狭射動画（8月20日、アントニオ斎藤）※「かんな」名義
- かんな（8月23日、しろうとまんまん）※「かんな」名義
- h609 白石栞菜（9月25日、HAPPY FISH）※「白石栞菜」名義

### デジタル写真集
- 18歳 性欲開花 白石かんなさん（2020年10月16日、プレステージ出版）
- うん、やっぱり今日、あいつに好きって言おう。（2020年11月13日、DT publishing）
- マインズ14ガールズ 14人の極上ヌード（2021年11月1日、小学館、撮影：市川智也）※芸能事務所「マインズ」所属女優14名によるデジタル写真集。
- ドキッ! 丸ごとヌード 全裸だらけの水泳大会（2022年4月28日、小学館、撮影：LUCKMAN）※複数女優によるデジタル写真集。
- LOVEPOP デラックス 白石かんな 001（2022年8月12日、PAD）
- LOVEPOP デラックス 白石かんな 002（2022年9月22日、PAD）
- LOVEPOP デラックス 白石かんな 003（2022年10月21日、PAD）

## 出演

### 映画
- 復讐は囁きにのせて（2023年11月27日、監督：堂ノ本敬太）- ナツカ 役[9]

### オリジナルビデオ
- HEROINEアクションピンチ 忍者特捜ジャスティーウィンド 前編（2023年2月10日、ZENピクチャーズ）

### 舞台
- GIGA スーパーヒロインライブ Vol.15（2024年2月3日、from scratch）- アンジェピンク/セーラールミナス 役[10]